# AGORA - Lista Pilz
O AGORA - Lista Pilz (alemão:JETZT – Liste Pilz) é um partido político populista de esquerda na Áustria. Foi fundada por Peter Pilz, um ex-membro d'Os Verdes - Alternativa Verde, que deixou o partido em julho de 2017 e formou a lista de Peter Pilz para concorrer nas eleições legislativas de outubro. O partido obteve 4,4% dos votos e 8 cadeiras. Na eleições legislativas de 2019, o partido conquistou 1,9% dos votos e perdeu a representação no Conselho Nacional. 

## Resultados eleitorais

### Eleições legislativas
| Data | CI. | Votos   | %             | +/-  | Deputados | +/- | Status            |
| ---- | --- | ------- | ------------- | ---- | --------- | --- | ----------------- |
| 2017 | 5.º | 223 543 | 4,41 / 100,00 |      | 8 / 183   |     | Oposição          |
| 2019 | 6.º | 89 169  | 1,87 / 100,00 | 2,54 | 0 / 183   | 8   | Extra-parlamentar |

### Eleições europeias
| Data | CI. | Votos  | %            | +/- | Deputados     | +/- | Notas |
| ---- | --- | ------ | ------------ | --- | ------------- | --- | ----- |
| 2019 | 6.º | 39 239 | 1,04 / 100,0 |     | 0 / 18 0 / 19 |     |       |